# Beau Vallon
Beau Vallon (Frans voor Mooie vallei) is een plaats en een van de bestuurlijke districten van de Seychellen. Het is gelegen aan de noordwestkust van het hoofdeiland Mahé van de eilandnatie de Seychellen. Beau Vallon in zo'n vier vierkante kilometer groot en had in 2002 bij census ongeveer 3800 inwoners.
Beau Vallon is een van de populairste toeristische trekpleisters op de Seychellen. De streek is een populaire plaats voor duiken en snorkelen.

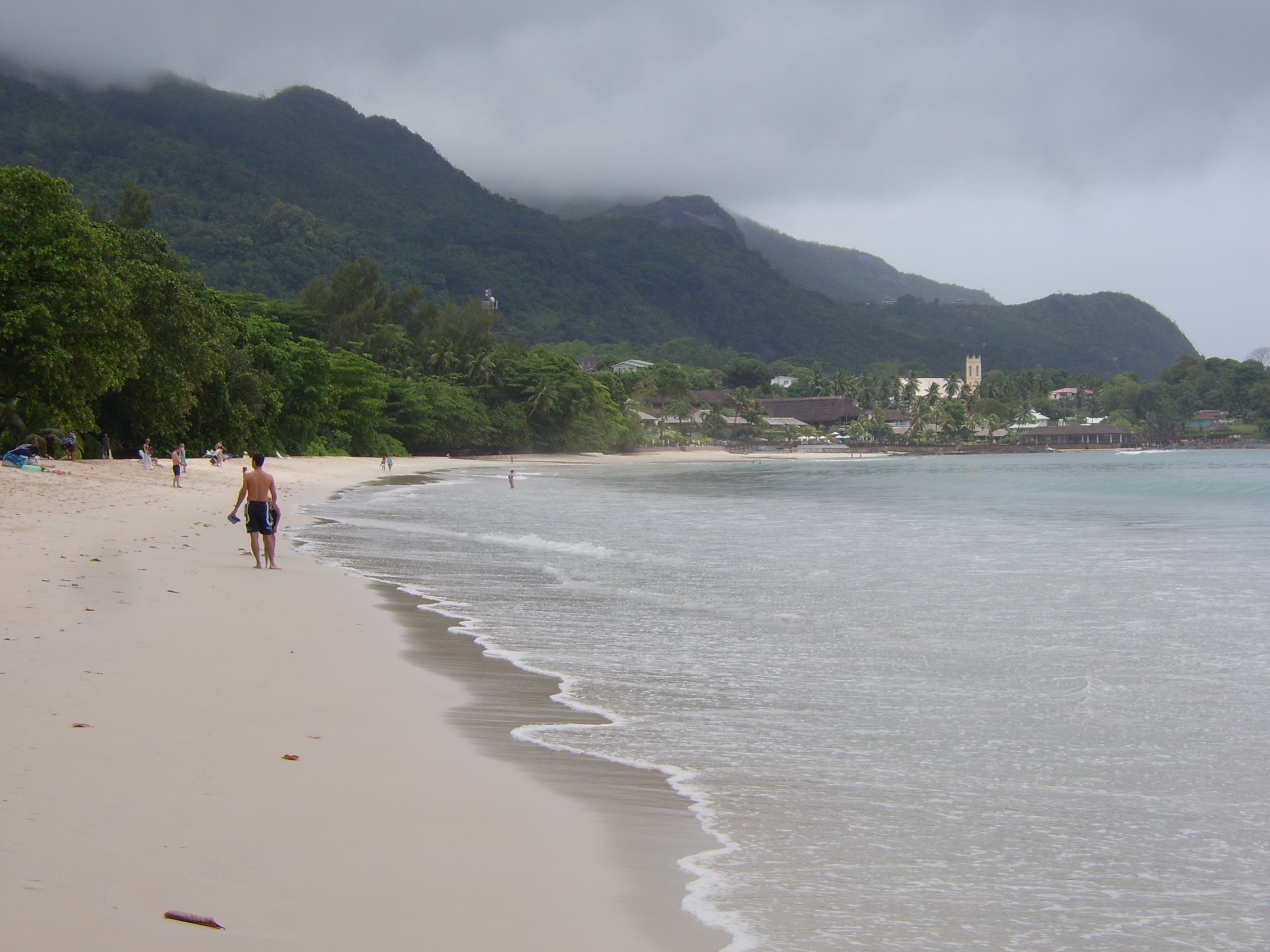
Het strand van Beau Vallon.
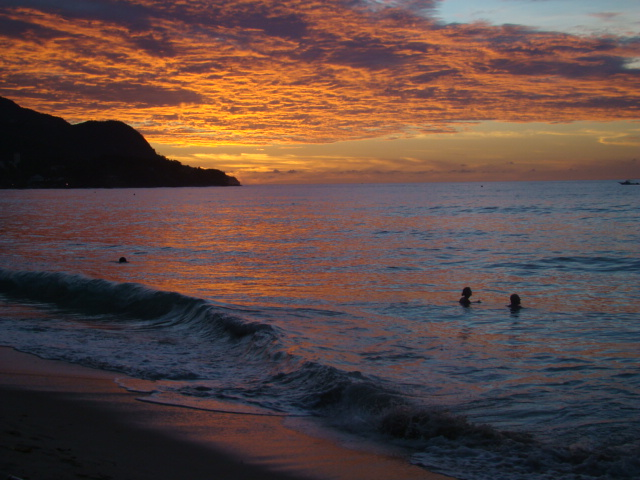
Het strand bij zonsondergang